# VA-172 (U.S. Navy)
Il VA-172 fu uno squadrone d'attacco della Marina degli Stati Uniti. È stato istituito come Bomber Fighter Squadron VBF-82 il 20 agosto 1945, ribattezzato come Fighter Squadron VF-18A il 15 novembre 1946, come VF-172 l'11 agosto 1948 e come VA-172 il 1º novembre 1955. Lo squadrone è stato sciolto il 15 gennaio 1971. Il suo soprannome fu Checkmates dal 1946-1950 e successivamente Blue Bolts.

## Storia operativa
- 28 gennaio 1949: gli aerei dello squadrone, mentre erano fissati al ponte di volo e con i motori in funzione, furono usati per assistere all'attracco della USS Midway ad Augusta, in Sicilia. Questa procedura è nota come Operazione Girandola.
- 23 agosto 1951: lo squadrone ha partecipato alla sua prima sortita di combattimento sulla Corea. Questo ha anche segnato il primo utilizzo dell'F2H-2 in combattimento.
- 25 agosto 1951: l'aereo F2H-2 dello squadrone, insieme agli F9F del VF-51, forniva scorta a 30 bombardieri B-29 dell'aeronautica americana che facevano irruzione nei cantieri di smistamento di Rashin, Corea del Nord.
- Novembre-dicembre 1956: USS Franklin D. Roosevelt, con il VA-172 imbarcato, ricevette l'ordine di schierarsi e operare al largo delle coste della Spagna a seguito della crisi di Suez.
- Settembre-ottobre 1957: un distaccamento di velivoli F2H-2 della squadriglia fu imbarcato sulla USS Tarawa per fornire supporto da combattimento alla portaerei per la guerra antisommergibile (ASW) durante un'esercitazione NATO nel Nord Atlantico.
- Novembre 1961: VA-172, imbarcato sulla Roosevelt, operò al largo della Repubblica Dominicana per sostenere il governo democratico di recente costituzione.
- Maggio 1963: La Roosevelt, con il VA-172 imbarcato, la nave si schierò nei Caraibi e operato al largo della costa di Haiti in risposta a un tentativo ribelle di rovesciare il governo haitiano.

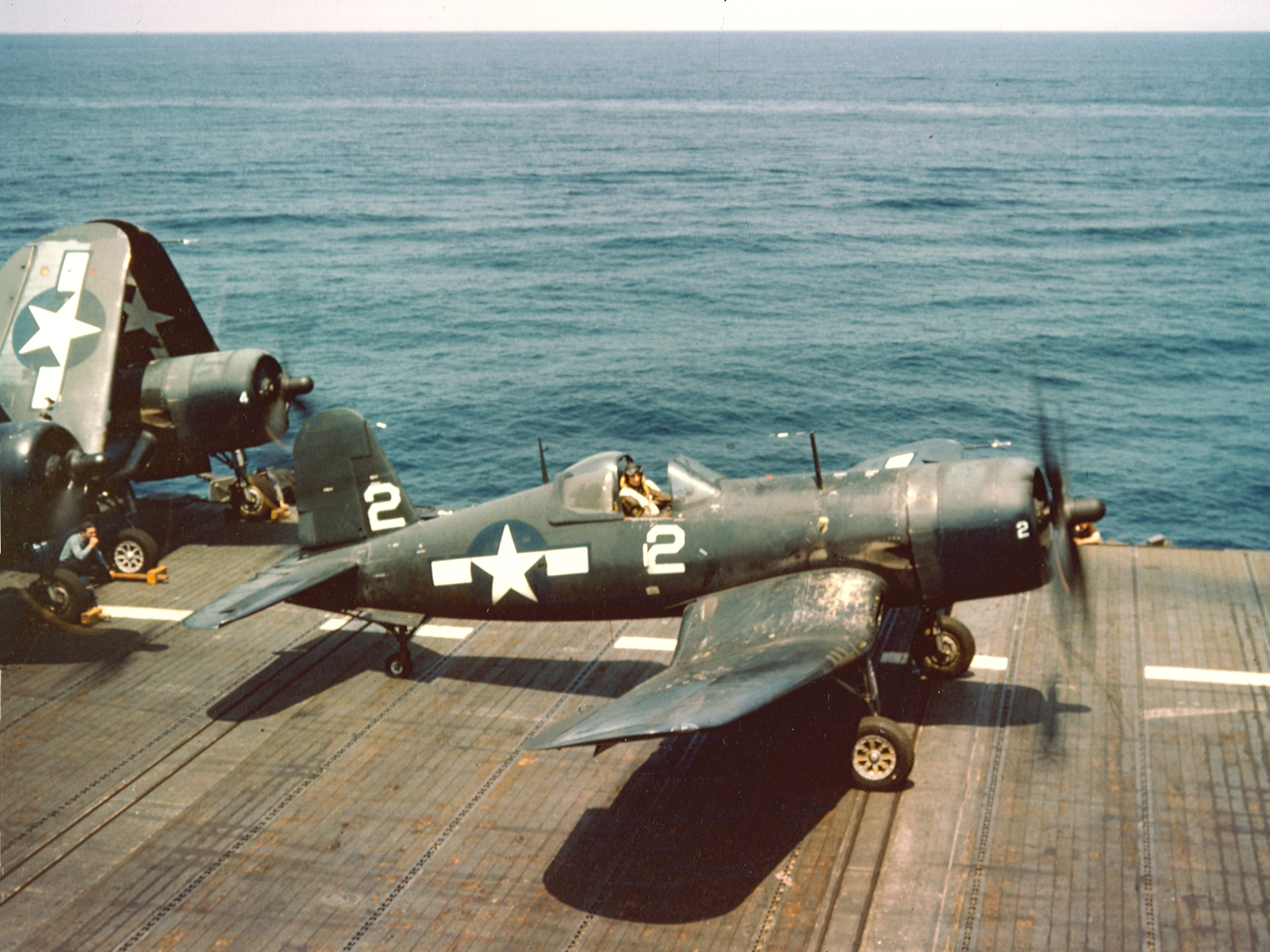
Un F4U VBF-82 sulla USS Randolph c.1946

- Luglio-settembre 1963: un distaccamento dello squadrone fu schierato a bordo della USS Randolph per fornire copertura da combattimento al gruppo di lavoro ASW durante le operazioni nel Mar dei Caraibi.
- 8-29 agosto 1964: La Roosevelt, con il VA-172 imbarcato, ricevette l'ordine di operare nelle vicinanze di Cipro dopo l'escalation dei combattimenti tra le forze turche e quelle greche sull'isola.
- Agosto 1966: lo squadrone inizia le operazioni di combattimento in Vietnam. Queste furono le sue prime sortite di combattimento dalla guerra di Corea nel 1952.
- 2 dicembre 1966: l'ufficiale in comando dello squadrone, il comandante Bruce A. Nystrom, fu perso in una missione di ricognizione notturna nell'area del delta del fiume Rosso nel Vietnam del Nord.[1]

## Assegnazioni delle basi operative
Lo squadrone è stato assegnato a questi home port, in vigore dalle date indicate:
- NAS Alameda – 20 agosto 1945
- NAS Quonset Point – 15 gennaio 1946
- NAAS Cecil Field – 04 marzo 1949
- NAS Jacksonville – 24 marzo 1950
- NAS Cecil Field – 22 febbraio 1958

## Assegnazione di aeromobili
Lo squadrone ha ricevuto per la prima volta i seguenti aerei nelle date indicate:
- F6F-5 Hellcat - Agosto 1945
- F4U Corsair - 06 settembre 1945
- F8F Bearcat - 1946
- FH-1 Phantom - marzo 1949
- F2H-1 Banshee - maggio 1949
- F2H-2 Banshee - 21 giugno 1950
- F2H-4 Banshee - 13 gennaio 1956
- F2H-2B Banshee - settembre 1956
- A4D-1 Skyhawk - 16 dicembre 1957
- A4D-2 Skyhawk - maggio 1958
- A4C Skyhawk - 06 settembre 1961